# Тифлисский переулок
Тифли́сский переулок — улица в Василеостровском районе Санкт-Петербурга. Проходит от Биржевого проезда до Тифлисской улицы.

## История
В 1877—1887 годы входил в Таможенный переулок, с 1887 года до середины 1950-х годов входил в Тифлисскую улицу. Современное название Тифлисский переулок возникло в середине 1950-х годов, в связи с выделением проезда из Тифлисской улицы.

## Достопримечательности
- Институт философии Санкт-Петербургского государственного университета
- Северный пакгауз Биржи
- Институт истории Санкт-Петербургского государственного университета
- Памятник И. П. Павлову, открыт в 2004 году, скульптор А. Г. Дёма.
- Новобиржевой Гостиный двор